# 盛井雅司
盛井 雅司（もりい まさし、1971年8月22日 - ）は、日本の俳優。山口県下関市生まれ。血液型はA型。特技は油絵、漫画、造型。

## 来歴
- 伊藤えん魔主宰の劇団「ファントマ」に旗揚げより参加。同劇団の全作品に出演。誠実な人から悪のお笑いマッドサイエンティストまで守備範囲の広い個性派。

## 近年の主な出演作品

### 舞台
2004年
- ファントマ　「Claw Glow」
- ファントマ　「ジョリー・ロジャー」
- 侠的令嬢　「侠的令嬢」
- ファントマ　「三蔵」

2005年
- ファントマイベント　「プチトマ」
- ファントマ　「マント」
- ファントマ　「えん魔版曽根崎心中」
- ピースピット　「GOOGOO MUCHO!!」
- ホラーイベント　「一心寺恐怖百物語」
- ファントマ　「サイボーグ侍」

2006年
- ファントマ　「クレオパトラ」
- ファントマ　「えん魔版曽根崎心中」
- ホラーイベント　「一心寺恐怖百物語」
- ドラマシティプロデュース「Zi-PANG!!」
- ファントマ　「Red River Valley」

2007年
- ファントマ　「エンジェルダスト」
- ファントマ　「楊貴妃の漢方薬」
- ホラーイベント　「一心寺恐怖百物語」
- アップフロントワークス主催　「平成レボリューション 〜バックトゥザ・白虎隊〜」
- 劇団ゲキハロ　「リバース！　〜私の体どこですか？」
- ファントマ　「えん魔版曽根崎心中」

2008年
- ファントマ　「えん魔版曽根崎心中」
- ファントマ　「イエス斬り捨て」
- ホラーイベント　「一心寺恐怖百物語」

2009年
- ファントマ　「ジョリー・ロジャー」
- 伊藤えん魔プロデュース　「悪いヒトたち。」

### ドラマ
- スカイパーフェクトTV「闘え！新丸菱海運」
- U-SEN440　「恐怖研究所」

### ラジオ
- 伊藤えん魔のAMam（ABCラジオ）
- ドラマの風（MBSラジオ）

### CM
- 日本ハム　シャウエッセン
- ロート製薬　ロートG目薬
- トヨタ自動車

### その他
MBSイベント　オーサカキング　パフォーマー 